# MTV Sports: Skateboarding - Featuring Andy Macdonald
MTV Sports: Skateboarding - Featuring Andy Macdonald est un jeu vidéo de simulation de skateboard, développé par Darkblack et édité par THQ, sorti en 2000 sur PlayStation, PC (Windows), Game Boy Color, Dreamcast,,,,,. Il tire son nom du skateur Andy MacDonald.